# Carlos Martín Ferrera
Carlos Martín Ferrera també conegut com a C. Martín Ferrera (Minas de Riotinto, província de Huelva, 1974) és un guionista i director de cinema espanyol.
Establert a Barcelona, va cursar estudis de direcció cinematogràfica, i el 2001 va debutar amb el curtmetratge El barbero. El 2005 va dirigir el seu primer llargmetratge, Zulo, una pel·lícula claustrofòbica, arriscada i valenta de baix pressupost que va rebre el premi de la crítica al Festival Internacional de Cinema Fantàstic de Catalunya. El 2010 va rodar el seu segon llargmetratge, Suspicious Minds, un thriller psicològic sobre la infidelitat i la gelosia que va obtenir dues Bisnagues de Plata al Festival de Màlaga. L'any següent va dirigir el telefilm Codi 60, un thriller psicològic i policíac estrenat per TV3. El 2018 va dirigir L'any de la plaga, basada en el best seller de Marc Pastor i en la que fa un homenatge a La invasió dels ultracossos. El 2019 va dirigir La jauría, amb la que fou nominat al Premi Òrbita del Festival Internacional de Cinema Fantàstic de Catalunya.

## Filmografia
- El barbero (curtmetratge, 2001)
- Zulo (2005)
- Suspicious Minds (2010)
- Codi 60 (2011)
- L'any de la plaga (2018)
- La jauría (2019)